# Pseudoramonia
Pseudoramonia is een geslacht in de familie Graphidaceae. De typesoort is Pseudoramonia stipitata.

## Soorten
Volgens Index Fungorum bevat het geslacht vier soorten (peildatum januari 2022):
| Soortnaam               | Auteur(s)                          | Publicatiejaar |
| ----------------------- | ---------------------------------- | -------------- |
| Pseudoramonia isidiata  | Aptroot                            | 2014           |
| Pseudoramonia psoromica | Aptroot                            | 2016           |
| Pseudoramonia richeae   | Kantvilas & Vězda                  | 2000           |
| Pseudoramonia stipitata | (Vězda & Hertel) Kantvilas & Vězda | 2000           |